# Filialkirche Großreifling

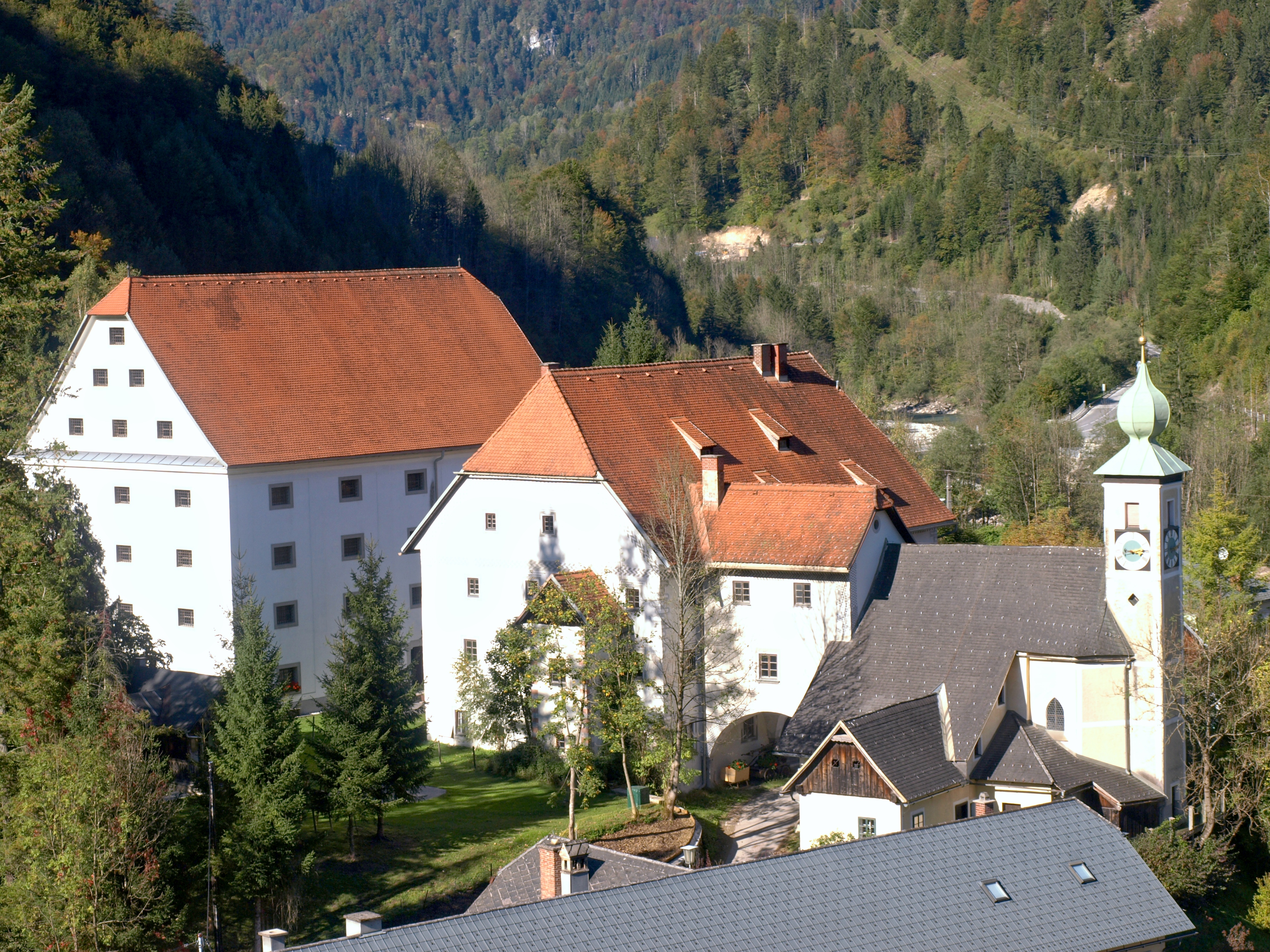
Katholische Filialkirche hl. Nikolaus in Großreifling

Die Filialkirche Großreifling steht in der Ortschaft Großreifling in der Gemeinde Landl im Bezirk Liezen in der Steiermark. Die dem Heiligen Nikolaus von Myra geweihte römisch-katholische Filialkirche der Pfarrkirche Landl gehört zum Dekanat Admont in der Diözese Graz-Seckau. Die Kirche und der Friedhof stehen unter Denkmalschutz (Listeneintrag). 

## Geschichte
Die Kirche wurde 1507 durch den Gewerken Christian Schmid erbaut und 1508 geweiht. 1935 war eine Restaurierung, sowie 1975 innen und 1977 außen.

## Architektur
Der Alte Kasten Großreifling ist baulich mit der Kirche verbunden.
An das zweijochige Langhaus schließt ein etwas eingezogener Chor als Fünfachtelschluss an. Die Kirche ist im Langhaus mit zwei sechsteiligen und im Chor mit einem achtteiligen Schlingrippengewölbe ohne Konsolen in der Wand endend überwölbt. Der spitzbogige etwas einschnürende Fronbogen ist mit zwei gegeneinander gedrehten Stäben profiliert. Die Maßwerkfenster sind zweibahnig. Die Westempore ist tonnengewölbt. Das rechteckige Westportal ist verstäbt. Der halb in den Chorschluss gestellte schlanke Turm aus 1722 trägt einen Zwiebelhelm. Im Süden ist eine Sakristei und ein Nebenraum angebaut.

## Ausstattung
Der spätgotische mit Meister A. A. 1518 datierte Flügelaltar befindet sich im Landesmuseum Joanneum in Graz.
Der neugotische Hochaltar ist aus dem Jahre 1889. Die barocken Seitenaltäre mit Knorpelwerkornamenten sind mit 1664 und 1665 datiert und zeigen in den Altarblättern die hll. Barbara und Katharina aus dem Ende des 19. Jahrhunderts.
Die Ewiglichtampel stammt aus dem 1. Drittel des 18. Jahrhunderts.
Die Positivorgel ist mit 1669 datiert und wurde 1970 restauriert. 